# 希洛·費爾南德茲
希洛·費爾南德茲（英語：Shiloh Fernandez，1985年2月26日—）。他最著名的作品包括了電視劇倒錯人生和電影血紅帽等。他的父親是葡萄牙人和俄羅斯猶太人的後裔，母親有英國血統。

## 外部連結
- 希洛·費爾南德茲在互联网电影资料库（IMDb）上的資料（英文）